# بخش دوده
بخش دوده (به انگلیسی: Doda district) یک بخش در هند است که در جامو و کشمیر واقع شده‌است. بخش دوده ۸٬۹۱۲ کیلومتر مربع مساحت و ۴۰۹٬۵۷۶ نفر جمعیت دارد.